# Ngoli
Les Ngoli ou les Ngwi, ou encore plus couramment, les Bangoli forment une tribu de la République démocratique du Congo (RDC). Ils vivent sur les rives de la rivière Kasaï, dans les zones frontalières entre les territoires de Kwilu et de Mai-Ndombe dont ils sont ressortissants, au Bandundu. Ils vivent actuellement dans le district de Kwilu, mais leurs activités s'étendent largement de l'autre rive de la rivière Kasaï dans le district de Mai-Ndombe. Les Ngoli font partie du grand groupe Mongo(Anamongo).

## Origine
En 1963 Henri Nicolaï écrit quant à l'origine des tribus de la région du Kwilu : « Si l'on interroge les habitants du Kwilu sur leur origine, ils déclarent généralement (sauf ceux du Bas-Kwilu donc font partie les Ngoli) qu'ils sont venus du Kwango (…) Quelques traditions donnent la liste des rivières traversées depuis le départ du Kwango qui se situerait en Angola. Certains noms se reconnaissent dans les noms actuels (…). Les habitants du Bas-Kwilu ; les Bangoli, Yansi, Dzing, et Lwer (Balori) d'Idiofa, Mputu de Bulungu, ne font pas du Kwango le lieu de départ de leurs migrations. Ils se donnent une origine septentrionale, nord-occidentale ou même nord orientale (…). Le lieu de départ de bangoli semble plus vraisemblable, car ils seraient les derniers à faire la traversée de la rivière Kasaï en partance du Maï-ndombe.  L'absence de traditions écrites n'est pas compensée par l'existence de témoins archéologiques. Les vieilles civilisations centrafricaines n'édifiaient pas de monuments durables. ».

## Principales activités
Les Ngoli vivent actuellement de l'agriculture, de l'élevage, de la pêche, mais ils ont perdu curieusement au fil du temps l'art de forger les métaux qui les caractérisait à l'origine lors de la traversée de la rivière Kasaï. En effet, le singulier qualificatif Ongwi a une signification originale proche de : le briseur, celui qui brise, le forgeron donc, car en son temps, les Ngwi se faisaient remarquer par le fait qu'ils passaient la longueur des journées à briser, transformer les minerais et leur donner différentes formes.
Les vestiges de cette exploitation minière artisanale permettent actuellement au Laboratoire Géoinformatique de Lubumbashi (CRM Mapping Lab) qui mène des investigations géologiques dans la région, de remonter aux concentrations économiques de ces ressources minières encore en place dans la région, révisant ainsi la prospectivité de la région de Bandundu en métaux de base.
Les Ngoli ont bâti avec les Djing (Badinga) et les autres (Les lwer (Balori, Bamputu...) plusieurs cités dans le territoire d'Idiofa. Il s'agit entre autres, de la cité de Mangay et la cité de Panu avec d'autres grands centres qu'ils ont bâtis en commun avec les Balori (Lwer) pour la cité de Eolo-bambinga, et les Badinga, le cas de la cité de Mokala.